# Keith Hughes
Keith Hughes (Carteret, 29 giugno 1968 – 8 febbraio 2014) è stato un cestista statunitense, professionista in Europa e in Sudamerica.

## Carriera
È stato selezionato dagli Houston Rockets al secondo giro del Draft NBA 1991 (47ª scelta assoluta).